# Daniele Tacconi
Daniele Tacconi (Pelago, 18 novembre 1960) è un ex calciatore italiano, di ruolo difensore.

## Biografia
Daniele Tacconi sposa l'ex-modella Laura Cartocci il 4 giugno 2006 a Perugia; dalla loro unione nasce Virginia il 6 ottobre 2002.

## Carriera

Tacconi con la maglia del Perugia nella stagione 1978-1979

### Calcio

#### Club
Giocava nel ruolo di terzino sinistro. Ha debuttato in Serie A con la maglia del Perugia il 1º aprile 1979 (in occasione di Torino-Perugia 0-0); è rimasto nel capoluogo umbro per tre stagioni in massima serie. Dopo una breve parentesi nel Pescara in Serie C1 dove ha vinto il campionato.

Tacconi con la maglia del Milan nella stagione 1983-84

Nel 1983 è tornato in Serie A militando nel Milan, mentre nelle due successive stagioni ha giocato in Serie B con il Monza, dove è rimasto anche dopo la retrocessione in Serie C1. In seguito è passato alla Reggiana 1989-1990, vincendo il campionato.
In carriera ha totalizzato complessivamente 59 presenze in Serie A, con una rete all'attivo in occasione del pareggio esterno del Perugia con l'Udinese del 28 settembre 1980, 72 presenze e 3 reti in Serie B.

#### Nazionale
Ha indossato 5 volte la maglia dell'Italia under 21, prendendo parte con essa agli Europei di categoria del 1980.

### Calcio a 5
Nel 2005 guida la squadra perugina di futsal A.S.D Free Time Calcio nel campionato regionale di C1, sfiora la promozione ma il sodalizio fondato tra gli altri dal popolare attore perugino Giancarlo Pacini viene sconfitto in uno spareggio a Reggio Emilia.

## Statistiche

### Presenze e reti nei club
| Stagione        | Squadra         | Campionato      | Campionato | Campionato |
| Stagione        | Squadra         | Comp            | Pres       | Reti       |
| --------------- | --------------- | --------------- | ---------- | ---------- |
| 1978-1979       | Perugia         | A               | 3          | 0          |
| 1979-1980       | Perugia         | A               | 22         | 0          |
| 1980-1981       | Perugia         | A               | 22         | 1          |
| 1981-1982       | Perugia         | B               | 12         | 0          |
| lug.-ott 1982   | Perugia         | B               | 4          | 0          |
| ott. 1982-1983  | Pescara         | C1              | 21         | 2          |
| 1983-1984       | Milan           | A               | 12         | 0          |
| 1984-1985       | Monza           | B               | 15         | 1          |
| 1985-1986       | Monza           | B               | 26         | 2          |
| 1986-1987       | Monza           | C1              | 26         | 1          |
| lug.-nov. 1988  | Monza           | C1              | 0          | 0          |
| nov. 1987-1988  | Reggiana        | C1              | 22         | 0          |
| 1988-1989       | Reggiana        | C1              | 32         | 0          |
| 1989-1990       | Reggiana        | B               | 15         | 0          |
| 1990-1991       | Perugia         | C1              | 21         | 0          |
| 1991-1992       | Catanzaro       | C2              | 32         | 0          |
| Totale carriera | Totale carriera | Totale carriera | 285        | 7          |

## Palmarès

### Giocatore

#### Competizioni nazionali
- Serie C1: 1

Reggiana: 1988-1989